# Road Tested
Road Tested è un doppio CD Live di Bonnie Raitt, pubblicato dall'etichetta discografica Capitol Records nel novembre del 1995.

## Tracce
CD 1
1. Thing Called Love – 4:48 (John Hiatt) – Con Bruce Hornsby
2. Three Time Loser – 3:38 (Don Covay, Ronald Miller)
3. Love Letter – 4:38 (Bonnie Hayes)
4. Never Make Your Move Too Soon – 3:32 (Will Jennings, Nesbert Hooper Jr.) – Con Ruth Brown, Charles Brown e Kim Wilson
5. Something to Talk About – 3:43 (Shirley Elkhard)
6. Matters of the Heart – 4:59 (Michael McDonald)
7. Shake a Little – 4:39 (Michael Ruff)
8. Have a Heart – 5:45 (Bonnie Hayes)
9. Love Me Like a Man – 5:11 (Chris Smither)
10. The Kokomo Medley – 5:00 (Mississippi Fred McDowell)
11. Louise – 3:46 (Paul Siebel)
12. Dimming of the Day – 4:18 (Richard Thompson) – Con Mark T. Jordan

Durata totale: 53:57
CD 2
1. Longing in Their Hearts – 5:02 (Michael O'Keefe (testo), Bonnie Raitt (musica)) – Con Glen Clark
2. Come to Me – 5:02 (Bonnie Raitt)
3. Love Sneakin' Up on You – 3:52 (Tom Snow, Jimmy Scott)
4. Burning Down the House – 4:02 (David Byrne, Chris Franz, Jerry Harrison, Tina Weymouth)
5. I Can't Make You Love Me – 5:44 (Mike Reid, Allen Shamblin) – Con Bruce Hornsby
6. Feeling of Falling – 6:44 (Bonnie Raitt)
7. I Believe I'm in Love with You – 4:20 (Kim Wilson) – Con Kim Wilson
8. Rock Steady – 4:12 (Bryan Adams, Gretchen Peters) – Con Bryan Adams
9. My Opening Farewell – 4:57 (Jackson Browne) – Con Jackson Browne
10. Angel from Montgomery – 5:16 (John Prine) – Con Bruce Hornsby, Bryan Adams, Jackson Browne e Kim Wilson

Durata totale: 49:11

## Musicisti
- Bonnie Raitt - chitarra acustica, chitarra slide, voce, produttore
- Bonnie Raitt - tastiere (brano: Feeling of Falling)
- George Marinelli - chitarra elettrica, chitarra acustica, accompagnamento vocale
- George Marinelli - mandolino (brano: Louise)
- Keith Scott - chitarra (tremolo guitar) (brano: Rock Steady)
- Mark T. Jordan - mandolino (brani: Something to Talk About e Longing in Their Hearts)
- Glen Clark - tastiere, armonica, accompagnamento vocale
- Mark T. Jordan - tastiere, accompagnamento vocale
- Jamie Muhoberac - tastiere aggiunte (brano: Love Sneakin' Up on You)
- Marty Grebb - pianoforte (brano: I Believe I'm in Love with You)
- Benmont Tench - organo B-3
- James Hutch Hutchinson - basso, accompagnamento vocale
- Ricky Fataar - batteria
- Debra Dobkin - percussioni
- Bruce Hornsby - voce, accordion (brani: Thing Called Love e Angel from Montgomery)
- Bruce Hornsby - pianoforte (brano: I Can't Make You Love Me)
- Ruth Brown - voce (brano: Never Make Your Move Too Soon)
- Charles Brown - voce, pianoforte (brano: Never Make Your Move Too Soon)
- Kim Wilson - armonica (brano: Never Make Your Move Too Soon)
- Mark T. Jordan - armonie vocali (brano: Dimming of the Day)
- Glen Clark - armonie vocali (brano: Longing in Their Hearts)
- Kim Wilson - voce? (brano: I Believe I'm in Love with You)
- Bryan Adams - voce, chitarra (brano: Rock Steady)
- Jackson Browne - voce, chitarra (brano: My Opening Farewell)
- Jackson Browne - voce (brano: Angel from Montgomery)
- Bryan Adams - voce (brano: Angel from Montgomery)
- Kim Wilson - voce (brano: Angel from Montgomery)

Note aggiuntive:
- Don Was e Bonnie Raitt - produttori
- Registrazioni dal vivo tratte dai concerti al Schnitzer Auditorium di Portland, Oregon l'11, 12 e 13 luglio 1995 ed al Paramount Theatre di Oakland, California, il 16, 18 e 19 luglio 1995
- Ed Cherney - ingegnere della registrazione
- Young Dan Bosworth - ingegnere della registrazione (aggiunto)
- Tom Banghart - assistente ingegnere della registrazione